# L'Île des braves
Pour plus de détails, voir Fiche technique et Distribution.
L’Île des braves (titre original : None but the Brave) est un long métrage américano-japonais sorti en 1965, dirigé et coproduit par Frank Sinatra. C'est le seul film où Frank Sinatra est derrière la caméra, en tant que réalisateur.

## Synopsis
Pendant la Seconde Guerre Mondiale, après la bataille de Midway et avant la fin de la guerre dans le Pacifique. Une île perdue dans l'archipel des îles Salomons se voit le théâtre d'un affrontement entre un petit bataillon de soldats japonais rescapés d'une opération amphibie et un groupe de Marines américains survivants du crash du C-47 qui les transportait. Tantôt ennemis, tantôt amis, les deux groupes d'hommes apprennent peu à peu à vivre en bonne entente jusqu'à ce que la réalité les rappellent à l'ordre : l'honneur, la survie ou la mort. 

## Anecdotes du film
- Entre deux prises, Frank Sinatra avait été nager dans l'océan, et a manqué de s'y noyer. C'est l'acteur Brad Dexter qui lui a sauvé la vie en plongeant le chercher, et en le ramenant sur la rive.
- L’Île des braves est le premier et le seul film réalisé par Frank Sinatra, qui pour l'occasion a créé sa maison de production, Sinatra Enterprises[1].

## Fiche technique
- Titre français : L'Île des braves[2]
- Titre original : None But the Brave
- Titre japonais : 勇者のみ (Yūsha nomi?)
- Réalisation : Frank Sinatra
- Scénario : Katsuya Susaki (ja), John Twist
- Photographie : Harold Lipstein
- Montage : Sam O'Steen
- Musique : John Williams
- Coordinateur des effets spéciaux : Eiji Tsuburaya[2]
- Production : Frank Sinatra, Kikumaru Okuda
- Sociétés de production : Warner Bros., Tōhō, Tokyo Eiga, Artanis Productions, Sinatra Enterprises
- Société de distribution : Warner Bros. (France)
- Pays de production : États-Unis, Japon
- Format : couleurs
- Genre : film de guerre
- Durée : 105 minutes
- Dates de sortie :
  - Japon : 15 janvier 1965[3]
  - États-Unis : février 1965[4]
- Affiches : Raymond Elseviers (Belgique), Jean Mascii (France)

## Distribution
- Frank Sinatra : pharmacien-chef Mate Maloney
- Tatsuya Mihashi : lieutenant Kuroki
- Takeshi Katō : sergent Tamura
- Clint Walker : capitaine Dennis Bourke
- Tommy Sands : second lieutenant Blair
- Brad Dexter : sergent Bleeker
- Tony Bill : équipier aérien Keller
- Kenji Sahara : caporal Fujimoto